# هوارة (أهل أنكاد)
هوارة هي إحدى مشيخات المملكة المغربية، تتبع جغرافيا لعمالة وجدة أنكاد وإداريًا لأهل أنكاد. يقدر عدد سكانها بـ 18840 نسمة حسب الإحصاء الرسمي للسكان والسكنى لسنة 2004.